# 円谷怪獣一覧
円谷怪獣一覧（つぶらやかいじゅういちらん）では、円谷プロダクションが制作している特撮番組に登場した怪獣、怪人、宇宙人、ロボット、メカ、その他のキャラクターを一覧する。

## 快獣ブースカ
- 快獣 ブースカ
- 宇宙快獣 チャメゴン
- かぐや姫
- 金星人
- 凶悪怪獣 イモラ
- 人間コング
- 7人の魔術師
  - ドンパ
  - レンパ
  - ミンパ
  - ファンパ
  - ソンパ
  - ランパ
  - シビレッパ
- 氷河魔女
- 白い壁の悪魔
- 超級コンピューター 電子頭脳の神様
- ドンブラ島の巫女
- ドンブラ島の怪植物
- 織姫
  - 織姫の父
- 牽牛
- 宇宙魔王 カボチャ星人
- ミミ（巨大貝）
- 河童
- 雷の子
- 宇宙の使者 チャメ星人
  - ヒュードロ大使
- 怪宇宙物体 物体X コロリン

## 怪奇大作戦
- 壁ぬけ男 怪盗キングアラジン
- スペクトル破壊器
- 人喰い蛾
- 白い顔の男
- チラス菌
- ケミカルメース（未放映版のみ）
- 高出力レーザー光線銃
- 空中放電装置
- スペクトルG線発射機
- 朝倉ニーナ
- 「あれ」（=青い血の女）
- 殺人人形
- 燐光人間 山本伸夫
- 浮遊する生首
- 殺人電波発射テレビ
- ホログラフィ立体映像装置
- サンドイッチマンのウルトラセブン
- 落武者の亡霊
- 冷凍人間 岡崎
- サンビーム500
- シリコン皮膜製水棲服
- 水棲人間 木村
- 真空発生装置
- 特殊X線照射装置
- 光源体パーフェクトライト
- こうもり男 岩井
- 電子コウモリ
- ダイアナ
- CRTディスプレイ
- Gガス（精神錯乱ガス）
- リュート物質（放射線物質）
- 脳波変調機
- カドニウム光線発振機
- 雪女

## マイティジャック
- 謀略組織 Q
- 大型ヘリジェット
- 小型戦闘機 スワロー
- 小型潜水艦 リトルQ
- ベース・サプ
- 中型戦闘機 フライング・スカイラル
- 大型空中母艦 レイブン
- 核弾頭ミサイル
- 大型潜水艦 スティブラー
- 乗用車型潜水艦
- 中型潜水艦 シャークス
- ポータブルシンクロトロン
- 超大型潜水艦 サブ・ポータムス
- 円盤形空挺 スカイシップ（偽装飛行艇）
- 大型潜水艦 ミスティ
- 小型万能潜水艦 ホエール
- 高速戦闘機 ブラック・アロー
- 超大型万能戦艦 ジャンボー
- 大型母艦 クラッチャー
- 大型潜水艦 グラッドストン
- 要塞飛行船 スカイマンモス

## 戦え!マイティジャック
- 秘密組織 パック
- パック戦闘機
- 死の商人 AZ団
- AZ団戦闘機 アセンダー
- 小島型飛行要塞
- 謎の組織
- ドーム型海底要塞
- 音楽催眠装置
- 謀略組織 Q
- 大型ミサイル クイックシルバー
- セルジア国戦闘機 ラピッドアロー
- 怪盗団X
- 強盗団のヘリ
- 潜水艦 VX101号艇
- 大型ミサイル
- 戦闘機 ブラックアロー
- 水爆輸送機
- 秘密組織 キル
- 飛行車 スーパーカー FRCC-01
- 暗殺組織 R
- 犯罪組織 ブラッド
- ブラッド潜水艦
- 戦闘機 ブラッドプレーン
- 小型ミサイル
- ミカン爆弾
- 海魔 大ダコ
- 魔従者 ミイラ怪人
- 友好宇宙人 モノロン星人
- 宇宙猿 パッキー
- 天才ロボット ナナちゃん
- ネス湖怪獣 ザウルス
- 植物人間首領 グレース
- 植物人間 プラント
- 宇宙忍者 ドロン星人・F1（マグネチック遊星人）
- 特殊コンタクトレンズ
- 鋼鉄巨人 ビッグQ
- 暗殺団
- 神殿怪獣 大ワニ恐竜
- ジャンボー型大型戦艦
- 水陸両用車
- 爆撃機
- 双胴型ヘリ
- 湖底秘密基地（犯罪組織Q 極東本部）

## チビラくん
- わんぱく快獣 チビラくん
- わんわん快獣 ポチポチ
- パパゴン
- ママゴン
- ナンジャー（プカロ）
- ゴルバ
- ガキンコ
- オク
- ドロン
- チドレン星人 ピッピー
- ケンカ星人 トンガリ
- ケンカ星人 ヘチャムクレ
- ワルサー星人
- ドナール
- デバラ
- 怪獣神 ガーオ
- カプセル怪獣 アギラ

## ミラーマン
- インベーダー
- 鋼鉄竜 アイアン
- 火炎怪獣 キティファイヤー
- 暗黒怪獣 ダークロン
- 分身怪獣 マルチ
- ロボット怪鳥 インベラー
- 火炎怪獣 キティファイヤー（二代目）
- 黄金怪人 ゴールドサタン
- 鋼鉄竜 アイアン（二代目）
- 分身怪獣 マルチ（ニ代目）
- 異次元超兵器 重力マシン
- 火焔怪人 ザイラス
- 黄金怪人 ゴールドサタン（二代目）
- 怪獣ロボット ノア
- 宇宙怪獣 キングザイガー
- 偽装宇宙艇 ジャバラ
- 鋼鉄竜 アイアン（三代目）
- 火炎怪獣 キティファイヤー（三代目）
- 火焔怪人 ザイラス（二代目）
- 人形怪獣 キンダー
- 透明怪獣 カメレゴン
- 古代恐竜 アロザ
- 宇宙ミサイル オズマー
- 植物怪獣 ビッグアイ
- 原始怪獣 スフェノドン
- 暗黒怪獣 ダークロン（2代目）
- 液体怪獣 タイガン
- 月面怪獣 キング・ワンダー
- 土星怪獣 アンドロザウルス
- カプセル冷凍怪獣 コールドン
- 害虫怪獣 ゴキブラー
- 害虫怪獣 ハエブーン
- 害虫怪獣 モスゴジラ
- 妖怪怪獣 ダストパン
- 宇宙大蛇 スネークキング
- 針地獄怪獣 ハリゴジラ
- 殺し屋怪獣 キーラゴン
- 巨大星獣 ゴルゴザウルス
- 巨大星獣 マヤザウルス
- 異次元モグラ アリゲーダー
- 海洋汚染怪獣 シーキラザウルス
- 巨大双頭怪獣 ペアモンスキング
- 弾丸怪獣 スモークネス
- 異次元昆虫 モグラキング
- 巨大双頭怪獣 ペアモンスキングβ
- 巨大星獣 ゴルゴザウルスβ
- 巨大星獣 マヤザウルスβ
- 彗星怪獣 ハレージャック
- ミラーマン処刑ロケット
- 土星怪獣 アンドロザウルスJr.
- 妖怪怪獣 マグマゴン
- 怪奇大怪獣 サンガーニ
- 暗闇怪獣 シャドウモンス
- 異次元昆虫 テロリンガ
- 宇宙怪獣 インベザウルス
- 幽霊怪獣 ゴースト
- 巨大宇宙怪獣 ボアザウルス
- 宇宙怪獣 ブラックゴン
- キラー怪獣 レッドモンス
- 改造怪獣 ギランダー
- 巨大宇宙怪獣 ボアザウルス（復帰型）
- 吸盤怪獣 イエズ
- 電気怪獣 エレキザウルス
- 角獣 デッドキング

## レッドマン
- 暗黒怪獣 ダークロン
- 用心棒怪獣 ブラックキング
- 凶暴怪獣 アーストロン
- 隕石怪獣 ガラモン
- 異次元宇宙人 イカルス星人
- 彗星怪獣 ドラコ
- 冷凍怪獣 ペギラ
- 宇宙忍者 バルタン星人
- エリ巻恐竜 ジラース
- 宇宙猿人 ゴーロン星人
- 古代怪獣 ゴモラ
- コイン怪獣 カネゴン
- 伝説怪獣 ウー
- 悪質宇宙人 メフィラス星人
- 岩石怪獣 サドラ
- 古代怪獣 ダンガー
- 爆弾怪獣 ゴーストロン
- プラスチック怪獣 ゴキネズラ
- 宇宙怪獣 エレキング
- 地底怪獣 テレスドン
- 昆虫怪獣 ノコギリン
- 変幻怪獣 キングマイマイ
- 忍者怪獣 サータン
- 宇宙大怪獣 ベムスター
- 電波怪獣 ビーコン
- 八つ切り怪獣 グロンケン
- ネス湖怪獣 ザウルス
- マンション怪獣 キングストロン
- 化石怪獣 ステゴン
- 銀河星人 ミステラー星人
- 隕石怪獣 ザゴラス
- 魔神怪獣 コダイゴン
- 燐光怪獣 グラナダス
- 囮怪獣 プルーマ
- 宇宙怪人 ササヒラー
- 宇宙牛人 ケンタウルス星人
- ブーメラン怪獣 レッドキラー
- 地底怪獣 グドン
- 吸血宇宙星人 ドラキュラス
- 音波怪獣 シュガロン
- 触角宇宙人 バット星人
- 宇宙恐竜 ゼットン

## トリプルファイター
- B.U.L.L.コンピューター ブルコン
- 宇宙の支配者 デーモン
- 黒兵士 デビラ
- 宇宙の殺し屋 ダークマン
- 三ツ目怪人 ゲラン
- 超頭脳怪人 アパッシュ博士
- 電流怪人 バララン
- 幻術怪人 ブレイカー
- 殺人怪人 ブラックバロン
- 電気怪人 エレキラー
- サパー怪人 テロル
- ガンマン怪人 クラッシュ
- スパイ怪人 ブラック・キラー
- 毒蜘蛛怪人 クモデラン
- スリラー怪人 ゴーストン
- 稲妻怪人 ブラック・サンダー
- 惑星怪人 ブルー・コンドル
- デビルアンドロイド にせ早瀬哲夫
- 単眼怪人 ホラーアイ
- 司令怪人 バービーブー
- 爆破怪人 ジャガード
- 合体怪人 ブラッダー
- スパイ怪人 ブラック・キラー（再生）
- 毒蜘蛛怪人 クモデラン（再生）
- 稲妻怪人 ブラック・サンダー（再生）
- 津波怪人 ビーグル博士
- ミラー怪人 ミラージュ
- 竜巻怪人 テンパージョー
- 毒ガス怪人 ドラッガー
- 死刑執行怪人 ブラック・マスク
- 超音波怪人 サウンド・キラー
- 忍術怪人 アゴール
- 最強怪人 ブラッド・パワー
- 銀河連邦人 オーラー星人

## 緊急指令10-4・10-10
- 植物怪獣 ダーリングウツボ
- ジャネット吉原
- 火炎怪人
- 地底怪獣 アルフォン
- 人食いカビ
- 魔術師 アルベール
- 黄金のカブト虫（メカニカル昆虫 黄金虫）
- アマゾンの吸血鬼　ヴァンゲリラス
- 動くミイラ（奇怪ロボット ミイラ怪人）
- スペードのクイーン
- 青いインベーダー
- 生きている真珠
- 泥人間 ダムラー
- 超猿人 天才ゴリラ
- 海賊半魚人 ギルマー
- 女幽霊
- 原始人 バラバ
- ねずみ怪獣　ネズギラー
- 大ナメクジ　スラッグラー
- 宇宙怪人 ロック星人
- メカ怪鳥 ラゴン
- 黒いサソリ
- ミクロ・ピラニア

## 怪獣大奮戦 ダイゴロウ対ゴリアス
- ハラペコ怪獣 ダイゴロウ
- 原始母怪獣 ダイゴロウの母
- 恐怖大星獣 ゴリアス

## ファイヤーマン
- 一本角怪獣 ドリゴラス
- 三本角怪獣 ドリゴン
- 巨大剣竜 ステゴラス
- 侵略宇宙人 メトロール星人
- 原始恐竜 ジュラザウルス
- 宇宙恐竜 スペーザー
- 巨大怪天体 遊星ゴメロス
- 宇宙菌獣 キノクラゲス
- カプセル怪獣 クマゴラス
- 殺し屋怪獣 ネロギラス
- 地底怪獣 グドン
- 巨大剣竜 ステゴラス（二代目）
- 極寒怪獣 ロドグロス
- 暗躍宇宙人 バランダ星人
- ロボット怪獣 バランダーV
- 岩石怪獣 スコラドン
- フライング怪獣 ティラザウルス
- レーザー宇宙人 バローグ星人
- 密行宇宙人 トラン星人
- 黄金竜 ドランゴ
- 大恐竜 チラノドン
- 一角巨獣 ラノザウルス
- 遠隔宇宙人 ベルダー星人
- 策略宇宙人 アルタ星人
- 長頸怪獣 ロングネック
- 暗躍宇宙人 サルファ星人
- 強獣 キングザウラ
- アバン大陸の長老 オーザ
- 宇宙怪獣 ムクムク
- 原始怪獣 マクノザウルス
- テロ宇宙人 ガガンゴ星人
- 突風怪獣 ガガンゴ
- 二頭怪獣 ダブルゴッド
- 殺しの使者 デコン
- 殺しの使者 ボコン
- 変身宇宙人 プリマ星人
- 肉食怪獣 デストロザウルス
- 放浪宇宙人 グリーン星人
- 猛毒怪獣 グリーンギラー
- 音霊怪獣 ハモニガン
- レーザー怪人 ヴィレナス星人
- サーベル怪獣 ガドラザウルス
- 惑星怪獣 ブラッカー
- 暗黒星人 ブラックサタン
- 合体怪獣 ベムサキング
- アルゴン星人 エムサ
- ベムタン
- 原始大怪獣 デビルザウルス
- 宇宙怪獣 スペーグス
- 宇宙怪獣 スペーグスJr.
- 超兵器 物体X
- 宇宙怪獣 ダークマンダー

## ジャンボーグA
- 侵略宇宙人 グロース星人
- 初代戦闘隊長 アンチゴーネ
- 銀河連邦星人 エメラルド星人
- 巨腕怪獣 キングジャイグラス
- サーベル怪獣 ルバンガーキング
- 毒煙怪獣 チタンガー
- 巨大ロボット ジャイアントロボット ゼロ
- パンダ怪獣 デスコングキング
- 一つ目サイボーグ モンスロボ
- 再生怪獣 キングテッドゴン
- 怪鳥 グラスキング
- 宇宙蠍 キングジンジャー
- サイボーグ怪獣 フライトキング
- サイボーグ怪獣 改造フライトキング
- ドクロ怪獣 ドクロスキング
- マント怪獣 ゴールデンアーム
- 火炎怪獣 デッドファイヤー
- 2代目戦闘隊長 マッドゴーネ
- サイボーグ植物 マッドサタン
- サイボーグ植物 マッドフラワー
- 恐竜サイボーグ マイティグロース
- 魔女怪獣 デモンスター
- 冷凍怪獣 フリーザーキラー
- 銀河連邦星人 エメラルド星人カイン
- 合体怪獣 アントロン
- 水爆怪獣 バレンタイン
- ダンプ怪獣 ダンプコング
- 霊媒怪獣 ウータン
- 巨腕怪獣 キングジャイグラス（亡霊）
- どくろ怪獣 ドクロスキング（亡霊）
- 魔女怪獣 デモンスター（亡霊）
- 合体怪獣 アントロン（亡霊）
- 凶悪破壊獣 テロキング
- 神輿怪獣 ストーンキング
- サイボーグ海獣 ガメレオンキング
- 黄金サイボーグ ガイアグネス
- のんびり怪獣 ノンビリゴン
- 強敵ロボット ジャンキラー
- 怪獣ロボット エアドルメン
- 偽造サイボーグ にせジャンボーグA
- 兄弟怪獣 ダブルキラー（キラーα、キラーβ）
- アルマジロ怪獣 アルマジゴン
- 3代目戦闘隊長 サタンゴーネ
- グロース星人（強化型）
- グロース蝶獣 バタフライング
- クサリ怪獣 ゴールドドラゴン
- ゴールドスネーク
- 幻霊怪獣 オロロンガー
- 怪鳥サイボーグ エレキバード
- コマンド怪獣 ケンダウルス
- サイボーグ・コマンド
- 混血怪獣 デスムーン
- ドクロ怪人 スケルトン
- 宇宙魔女 ババラス
- 変身ロボット オネストキング
- 強敵ロボット ジャンキラージュニア
- 鏡怪獣 ミラーコング
- 砂嵐怪獣 キングビートル
- 改造サタンゴーネ
- 4代目戦闘隊長 デモンゴーネ

## ジャンボーグA&ジャイアント
- ジャイアント（1号機、2号機）
- グロース星人
- デモンゴーネ
- 殺し屋ロボット ジャンキラーJr
- 兄弟怪獣 キラーα
- 黄金サイボーグ ガイアグネス

## 恐竜探険隊ボーンフリー
- ブロントサウルス（親子）
- アロサウルス
- 吸血植物
- ティラノサウルス
- トリケラトプス（親子）
- トラコドン
- ステゴサウルス
- イグアノドン
- テラノドン
- ゴルゴサウルス
- トロエドン
- アンキロサウルス
- ポラカントス
- モノクロニウス
- ブラキオサウルス
- コリトサウルス
- ディプロドクス
- エゾミカサリュウ

## プロレスの星 アステカイザー
- ゴリキング
- ルアー
- サタン・デモン
- サタン・ソルジャー
- 鮮血のヘル
- サイボーグ格闘士 ブラディ・ホーネット
- サイボーグ格闘士 デビル・スパイダー
- サイボーグ格闘士 アイアン・バスター
- サイボーグ格闘士 バズソー・オルテガ
- サイボーグ格闘士 ブルー・バイソン
- ブラック・コブラ
- レッド・ファイア
- サイボーグ格闘士 アラビアン・ウルフ
- サイボーグ格闘士 バルカン・ナイト
- にせアステカイザー
- 亡霊格闘士
- サイボーグ格闘士 ダーク・グラジエーター
- ダーク・アステカイザー
- サイボーグ格闘士 コース・デグラー
- キル・ブラッド
- サイボーグ格闘士 クライム・バリアン
- サイボーグ格闘士 グローサル・ヒル
- サイボーグ格闘士 ジェセル・ハンター
- サイボーグ格闘士 ギャリソン・スネーク

## 恐竜大戦争アイゼンボーグ
- 恐竜帝王 ウルル
- ゴルゴサウルス型怪獣 ゴルゴ
- テラノドン型怪獣 テラノ
- ステゴサウルス型怪獣 ステラ
- スチラコサウルス型怪獣 チラコ
- アロサウルス型怪獣 アロー
- テラノドン型怪獣 テララ
- アンキロサウルス型怪獣 アロロ
- モノクロニウス型怪獣 モノラ
- ステゴサウルス型怪獣 ステゴ
- アロサウルス型怪獣 アルル
- モノクロニウス型怪獣 モロロ
- トラコドン型怪獣 トララ
- トラコドン型怪獣 トラコ
- ランフォリンクス型怪獣 ランホ
- パラサウロロフス型怪獣 パラサ
- 魚竜爆弾 チロサウルス
- アロサウルス型怪獣 オロロ
- アンキロサウルス型怪獣 アンク
- イグアノドン型怪獣 イグナ
- トリケラトプス型怪獣 ムララ
- トロエドン型怪獣 ゴロロ
- ケラトサウルス型怪獣 ケララ
- テラノドン型怪獣 プテラ
- タルボサウルス型怪獣 タルボ
- ステゴサウルス型怪獣 スゴラ
- トリケラトプス型怪獣 ガララ
- タルボサウルス型怪獣 ダイナ
- イグアノドン型怪獣 グロロ
- テラノドン型怪獣 バトン
- ステゴサウルス型怪獣 ガロン
- トリケラトプス型怪獣 トプラ
- 恐竜魔王 ゴッテス
- ケラトサウルス型怪獣 ギラー
- 改造怪獣 ガルウ
- 邪光怪獣 ザザ
- 改造角竜 デモス
- 忍者怪獣 ドロロ
- 戦闘恐竜 ガガラ
- カラージュアニマル ガガラゴリラ
- 機械化獣 ゾビー
- 恐竜調教師 ゾビーナ
- 宇宙有翼獣 テレキラー
- 長剣怪獣ドドラ
- 回転怪獣 ブラックマリア
- 幼体怪獣 恐竜太郎
- 極楽怪獣 ヨタノドン
- パーフェクト兵士 ボロロ（にせアイゼンボー）
- テラノドン型怪獣 ラノノドン
- 凶剣怪獣 サーベラン
- 巨大怪虫 ボダロス
- 突風怪獣 ウルスレドン
- 魔球怪獣 ブラック・ガンマー
- 超能力怪獣 サイゴラ
- 幻影怪獣 シャドー
- 銀河連邦系人 ムサシ
- 銀河連邦獣 ゴールダ
- 津波怪獣 ワーラ
- 氷壁怪獣 シーザラス
- 宇宙火山怪獣 マグマドン1 - 6号
- 最終兵獣 キラザウルス

## スターウルフ
- ヴァルナ人
- ハルカン司令
- スサンダー
- リージャ
- カラル人
- ササール人
- ヨローリン大尉
- ササール星の自動地雷
- 万能型サポートモデル コン8
- ドラゴン星人 バズカル将軍
- ドラゴン星人 ジェーゴ
- 白十字星人
- ポーリア
- ピリーナ
- ペットロボット ピャム
- メルヴィン
- サラー人
- リア大佐
- ザイエン
- 暗殺ドロイド 赤い流星
- ジュノー人
- エルバ局長
- ゲゼム
- 娯楽星人
- ナムルス大統領
- チェリカ
- 純金ロボット GC301
- ニセGC301
- ケアタイプロボット カレン星の鑑賞用ロボット
- ゲビダス少尉
- 宇宙恐竜 ニポポ
- ブランコ大佐
- ホルプ星の地底人
- シンジ
- 半獣人 ユリ
- 半獣人 タケシ
- ギル隊長
- モール第7惑星人

## 恐竜戦隊コセイドン
- フタバスズキリュウ
- ニッポノサウルス
- ティラノドン
- トリケラトプス
- ステゴサウルス
- ブロントサウルス
- ティラノサウルス
- ディメトロドン
- タイム・マザー
- アルタシヤ
- 侍徒ロボット ビックラジー
- ゴドメス兵
- 総監ザジ
- 殺人植物 シグマ・1
- ゴドメス帝王
- 闘士 デストラン
- 亜空間恐獣 ガリアス
- ジェリコ司令官
- 恐獣戦車 デモス
- ゴメル軍団長
- 宇宙毒蛇 ギブラ
- 毒蛇恐獣 ギブラス
- 怪魚恐獣 ビラギア
- 将軍ケスノーチ
- 毒恐獣 キノコング
- マグマ恐人マグナス
- ギラ・ラマ軍団長
- 改造恐獣 グランドン
- 食肉恐獣 バリバァ
- ガバン将軍
- カプセル恐獣 ガオス
- ティラノサウルス ジャッキー
- 電磁恐獣 エレドン
- 荻村博士
- 奇石ロボット ギギ
- 科学研究所のロボット
- サバタ博士
- メカニック兵士 サイボーグS1号
- モスギス星人
- バイオロイド サイボーグK2号
- 異生物 ダキロン
- 植物生命体 コスモプラム
- 頭脳恐竜 ジュリー
- 稲田博士
- 黒色兵士 サイボーグB1
- 黒色兵士 サイボーグB2
- ブラックココナツ兵士
- バイオロイド フランケン1号
- 人造恐獣 フランケン
- アクマ星人 アクマズ
- 破壊工作員 サイボーグ隊
- 悪兵衛
- 鬼衛門与作
- キチ
- サイボーグキシダ
- メカニックソルジャー サイボーグガードマン
- マーダーサイボーグ ドクター・ダーク
- 改造獣人 シラキ・リョウ
- ゴウマスケ
- 遊牧宇宙人 ホロスト星人
- 三島教授
- 岩見重太郎
- 前史人類 ヤプー
- 大恐竜 スーパーザウルス
- 超変身生命体 サタール
- サタール兵団 コマンド
- 護衛ロボット
- 宗方博士（電送怪物 トカゲ人間）
- 如月教授
- 超電磁恐獣 ベムガン
- 恐竜少女 キスカ
- 超惑星破壊マシン ノヴァー
- ノヴァーのロボット

## アニメちゃん
- コイン怪獣 カネゴン
- 友好珍獣 ピグモン
- 快獣 ブースカ

## 電光超人グリッドマン
- 魔王 カーンデジファー
- 結晶怪獣 ギラルス
- 弾力怪獣 バモラ
- 火山怪獣 ボルカドン
- 透明怪獣 ステルガン
- 裂刀怪獣 バギラ
- 音波怪獣 アノシラス
- 火炎怪獣 フレムラー
- 冷凍怪獣 ブリザラー
- 忍者怪獣 シノビラー
- 地底怪獣 テラガイヤー
- 鋼鉄怪獣 メタラス
- 磁力怪獣 マグネガウス
- 電気怪獣 ジェネレドン
- 結晶怪獣 メカギラルス
- 忍者怪獣 シノビラー（再生）
- 弾力怪獣 メカバモラ
- 超音波怪獣 ニセアノシラス
- 裂刀怪獣 メカバギラ
- 火炎怪獣 メカフレムラー
- 透明怪獣 メカステルガン
- 幻覚怪獣 ダズルバ
- 超鋼鉄怪獣 ネオメタラス
- 暗殺怪獣 メカジェネレドン
- 植物怪獣 プランドン
- 毒煙怪獣 ベノラ
- 電波怪獣 ボランガ
- 盗視怪獣 アイガンガー
- カンフーシノビラー
- 魔力超獣 ジュバゴン
- いたずら怪獣 テレボーズ
- 吸引怪獣 ギュルンバ
- 怨念鬼獣 チドゲラー
- 時空魔人 亜武丸
- ツッパリ怪獣 ゴロマキング
- 暴君超獣 デビルフェイザー
- 毒蜘蛛超獣 カーンジョルジョ
- 悪臭怪獣 スカボーン
- 魔王 巨大カーンデジファー

### 電光超人グリッドマン 魔王の逆襲
- ネオカーンデジファー
  - ガイストデジファー
- 超鋼鉄怪獣 ネオメタラス
- 超熱怪獣 マグマギラス
- 深海海獣 グラバス
- ガンマン怪獣 マッドテキサス
- 要塞怪獣 ゴルゴベロス
- 魔眼獣 デビライト
- 結晶怪獣 ギラルス
- 透明怪獣 ステルガン
- 忍者怪獣 シノビラー

## ブースカ!ブースカ!!
- 快獣 ブースカ
- ハネタロー
- 太陽
- 快獣 カモスケ
- スーパーヒーロー ミラクルミラーキング
- 昆虫大怪獣 ムシムシモン
- 赤いチョッキの少年と母
- 銭魂 小金沢一郎
- 銭魂 十文字テン子
- 告白ロボット 冷蔵庫
- ルルー
- ドンドコ族
- 貧乏神
- タコチュー星人
- 宇宙保安官0019
- 怪盗 サファイア
- 勇気の石
- 占い師の老婆
- レトロノーム
- 左大臣
- 官女
- 不思議の雛の木
- ホログラム怪獣
- 魔女っ子 カメちゃん
- 月
- 池の水
- UFOの宇宙暴走族
- 美少女快獣 ブースコ
- 忘れかげろう パック
- 宇宙武器商会のセールスマン

## ミラーマンREFLEX
- 邪仙 朱厭（キティファイヤー2006）
- 鎧邪仙 蚩尤（アイアン2006）
  - 鎧邪仙 蚩尤弐（アイアン2006B）
- 棘邪仙 窮奇（ダークロン2006）
- 鬼邪仙 癘鬼（ゴールドサタン2006）
- 卑邪仙 魑

## 生物彗星WoO
- WoO
- アイ吉
- 生物彗星（ポルナレフ彗星）
- ゲルネイク
- ゲルローブ
- ゲルベイロ
- ゲルバイル
- ゲルバイルMK
- ゲルノイド

## GRIDMAN UNIVERASE

### SSSS.GRIDMAN
- アレクシス・ケリヴ
  - 巨大アレクシス  ・ケリヴ
- 毒煙怪獣 ベノラ
- 気炎万丈怪獣 グールギラス
  - 捲土重来怪獣 メカグールギラス
- 因果応報怪獣 デバダダン
- 臥薪嘗胆怪獣 アンチ
  - バスターアンチ
  - スカイアンチ
- 朝雲暮雨怪獣 ゴングリー
- 多事多難怪獣 ゴーヤベック
- 怪獣少女 アノシラス（2代目）
- 幽愁暗恨怪獣 ヂリバー
- 有象無象怪獣 バジャック
- ****怪獣 ナナシA
  - ****怪獣 ナナシB
- 自縄自縛怪獣 ゼッガー
- 電子アニマル アノシラス

### SSSS.DYNAZENON
- 急転直下怪獣 シャルバンデス
- 油断大敵怪獣 グレージョム
- 千荊万棘怪獣 バーナドドン
- 有為転変怪獣 ディドラス
- 生生流転怪獣 ネオフォビア
- 落花流水怪獣 ブルバイン
- 紆余曲折怪獣 ザイオーン
- ゴルドバーン
- 厚貌深情怪獣 ギブゾーグ
- 悲願離合怪獣 ガルニクス
- 咬文嚼字怪獣ガギュラ

## 円谷ジャングル
- キヌ太くん

## 怪獣デパート
- 店長怪獣 デパゴン

## CMに登場している怪獣
- ゴキブリ怪獣 ゴキドン
  - 岩谷産業のゴキブリ駆除剤「インタック」のCMに登場するキャラクター。
  - 造型は高山良策[1]。
- ゴミ怪獣 ゴミラ
  - ナショナル掃除機「隼」のCMに登場するキャラクター。
  - 着ぐるみは『帰ってきたウルトラマン』のヤメタランスに改造された[2]。